# Vozovna Slatina
Vozovna Slatina je autobusová a trolejbusová vozovna Dopravního podniku města Brna (DPMB). V provozu je od 70. let 20. století do současnosti.

## Historie

### Autobusy
Protože na přelomu 60. a 70. let 20. století se městská autobusová doprava v Brně překotně rozvíjela (zejména v souvislosti s výstavbou sídlišť) a kapacity autobusových garáží na Grmelově ulici a ve vozovně Královo Pole (nyní vozovna Medlánky) již nepostačovaly, začal DPMB odstavovat vozy na provizorní odstavné ploše na Renneské třídě u řeky Svratky. Toto provizorium ale nemohlo v žádném případě nahradit plnohodnotnou vozovnu, proto DPMB v roce 1972 rozhodl o výstavbě zcela nového areálu ve Slatině na Hviezdoslavově ulici. V roce 1973 byla skutečně stavba zahájena. První etapa zahrnovala především servisní halu pro denní ošetření, čerpací stanici pohonných hmot a odstavnou plochu. Zprovoznění stavby se uskutečnilo 26. března 1976, kdy již byla první etapa dokončena. Do Slatiny byly převedeny všechny vozy z Grmelovy a 16 autobusů z Králova Pole.
Během dalších deseti let byly ve slatinském areálu vystavěny další objekty potřebné pro provoz vozovny: diagnostická hala (1978), mycí linka (1978), správní budova s jídelnou (1980), sklady atd. Na počátku 90. let byla rozšířena odstavná plocha pro autobusy.
Druhá etapa výstavby započala až v roce 1987, kdy byla zahájena stavba první opravárenské haly pro autobusy. Druhá a třetí hala (obě montované) ji následovaly v první polovině 90. let. Do roku 1994 tak byla ukončena i druhá etapa stavby vozovny. V 90. letech potom následovaly další menší stavební úpravy (zejména pro bezproblémový provoz a opravu kloubových autobusů). Roku 2014 byla v areálu vozovny uvedena do provozu plnicí stanice stlačeného zemního plynu, která je určená především pro autobusy s CNG pohonem, které dopravní podnik ve velkém počtu zakoupil v letech 2014–2015. Vozy Urbanway dodané v roce 2015 nahradily na kurzech linek slatinské vozovny autobusy Irisbus Crossway LE, které byly v první polovině roku 2015 přemístěny do vozovny Medlánky.

### Trolejbusy

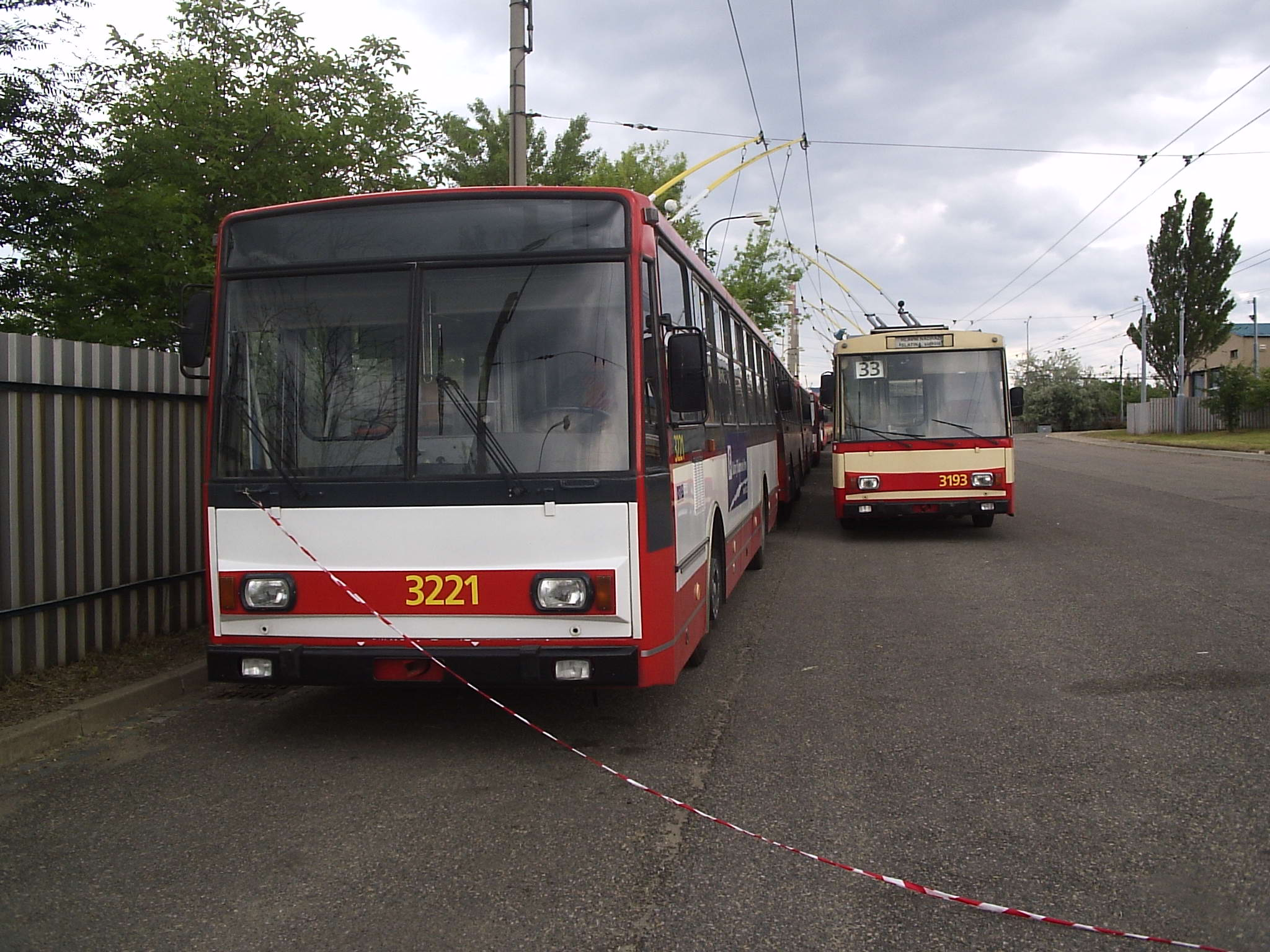
Trolejbusová část vozovny Slatina

V roce 1984 byla v sousedství autobusových garáží ve Slatině vystavěna trolejbusová vozovna. Ve skutečnosti jde pouze o odstavnou plochu, protože v trolejbusové části areálu se nachází pouze jediná malá montovaná hala pro denní ošetření, po kterém jsou vozy odstavovány na nezastřešenou plochu určenou pro deponování trolejbusů. V tomto stavu se trolejbusová vozovna nachází doposud.

## Současnost
Ve slatinské vozovně se v červenci 2015 nacházelo celkem 236 vozidel určených pro osobní dopravu. Z tohoto počtu je 206 autobusů a 30 trolejbusů. Jedná se o autobusy typů Karosa B 732, Karosa B 741, Karosa B 931, Karosa B 941, Karosa B 951, Karosa B 961, Irisbus Citybus 12M, Irisbus Citelis 12M (včetně verze CNG), Irisbus Citelis 18M, Mave CiBus ENA, Solaris Urbino 18, SOR NBG 12 a Iveco Urbanway 12M CNG. Z trolejbusů jsou ve Slatině deponovány typy Škoda 14Tr (a modifikace) a Škoda 21Tr.